# Речиця (заказник)
Речиця — гідрологічний заказник місцевого значення. Об'єкт розташований на території Олевського району Житомирської області, ДП «Білокоровицьке ЛГ», Поясківське лісництво, кв. 20, вид. 26—31; кв.21, вид. 6, 17, 18; кв. 22, вид. 16; кв. 23, вид. 1, 2, 9, 10; кв. 25, вид. 3. Тепеницьке лісництво, кв.7, вид. 22—31; кв. 12, вид. 8.
Площа — 120 га, статус отриманий у 1984 році.